# Koselitz
Koselitz è una frazione del comune tedesco di Röderaue, in Sassonia.

Conta 507 abitanti.

## Geografia fisica
Il villaggio è situato a sud-ovest di Röderaue, in una zona lagunare ed a pochi km di distanza da Gröditz. Da Elsterwerda (nord-est) e da Riesa (sud-ovest) dista circa 15 km, 20 da Bad Liebenwerda (nord-ovest, nel Brandeburgo) e da Großenhain (sud-est), e circa 50 da Dresda (sud).

## Storia
Il nome originario del villaggio deriva dal sorbo Kozel ("caprone") e questo perché nel villaggio era possibile trovare molti di questi animali. Nei secoli il nome ha subito varie evoluzioni: 1388 Kasilwicz, 1406 Kaselwicz, 1476 Kaselbitz, 1522 Kosselbitz, 1540 Kaselitz, 1551 Koselytz, 1875 Koselitz (Coselitz).
Le prime notizie risalgono al 1388 con il nome di Kasilwi'cz. Risale al 1406 la notizia della presenza di un mulino nel villaggio, mulino al quale è legata la leggenda di Teufelsgraben e nel 1540 Kreitschmar (l'oste del paese) pagò 24 monete come interesse alla chiesa di Wülknitz. Durante la guerra dei trent'anni la chiesa del paese bruciò. Nel 1551 Koselitz era sotto il Rittergut Saathain. Dal 1744 al 1748 venne costruito il Grödel-Elsterwerdaer Floßkanal. Nel 1900 il territorio del comune occupava una superficie di 580 ettari, e 60 di questi ettari erano occupati da laghetti adibiti alla pesca. Il 17 aprile 1945 vennero uccise 184 persone provenienti dal lager di KZ Flossenbürg e dirette al lager di Gröditz in quanto non erano più in grado di camminare e vennero sotterrate in una cava di ghiaia nei pressi di Koselitz.
Dal 1994 Koselitz, Frauenhain, Pulsen e Raden sono riunite sotto il comune di Röderaue.

## Società

### Evoluzione demografica
| Anno | Abitanti                                                       |
| ---- | -------------------------------------------------------------- |
| 1551 | 26 persone della servitù, 22 Abitanti                          |
| 1764 | 17 persone della servitù, 3 Giardinieri, 7 contadini, 15 Hufen |
| 1834 | 240                                                            |
| 1871 | 377                                                            |

| Anno | Abitanti |
| ---- | -------- |
| 1890 | 428      |
| 1925 | 481      |
| 1939 | 559      |
| 1946 | 739      |

| Anno | Abitanti |
| ---- | -------- |
| 1950 | 765      |
| 1964 | 637      |
| 1990 | 542      |
| 2007 | 500      |